# Era olocenica
Il calendario olocenico (HE, dal latino: Holocænum), o dell'era umana (E.U.), è una modifica del calendario giuliano/gregoriano proposta nel 1993 dal geologo e paleontologo italiano naturalizzato statunitense Cesare Emiliani. Essa consiste nell'utilizzare come epoca non la presunta data di nascita di Gesù, ma una data anticipata di diecimila anni.
In pratica secondo la proposta di Emiliani il conto degli anni deve prendere l'avvio nell'anno 10001 a.C. (anno zero nel calendario olocenico) o nell'anno 10000 a.C. (anno uno dello stesso), in quel periodo terminava all'incirca l'ultima glaciazione denominata Würm e dopo un periodo tardiglaciale si arrivava al clima attuale. Inoltre Göbekli Tepe il più antico sito architettonico umano corrisponde a questo periodo, dando inizio al progresso costante della civiltà umana moderna. In questo modo l'anno 2025 del Calendario Gregoriano (considerando che in quest'ultimo l'anno zero non esiste), diventerebbe l'anno 12.025.

In questo contesto non ci sarebbero conteggi di anni alla rovescia o date con valore negativo in quanto nessun avvenimento con datazione certa è avvenuto prima dell'inizio dell'Olocene.

## Avvenimenti importanti
Se il calendario olocenico fosse adottato:
L'anno 9248 sarebbe la data della fondazione di Roma

L'anno 10476 sarebbe la data della caduta dell'Impero romano d'Occidente

L'anno 11492 sarebbe la data della scoperta dell'America

L'anno 11815 sarebbe la data del congresso di Vienna

L'anno 11945 sarebbe la data della fine della seconda guerra mondiale